# Limnophila (Indolimnophila) bituminosa
Limnophila (Indolimnophila) bituminosa is een tweevleugelige uit de familie steltmuggen (Limoniidae). De soort komt voor in het Oriëntaals gebied.